# Tadeusz Nowierski
Tadeusz Nowierski (ur. 22 czerwca 1907 w Piotrkowie Trybunalskim lub Warszawie, zm. 2 kwietnia 1983 w Warszawie) – podpułkownik pilot Polskich Sił Powietrznych w Wielkiej Brytanii, uczestnik kampanii wrześniowej i bitwy o Anglię, kawaler Krzyża Srebrnego Orderu Wojennego Virtuti Militari.

## Życiorys
Tadeusz Nowierski był synem Ludomira (zm. 18 stycznia 1925 w Warszawie), porucznika lekarza Legionów Polskich i majora lekarza rezerwy Wojska Polskiego, odznaczonego Krzyżem Walecznych i pośmiertnie Krzyżem Niepodległości. Uczęszczał do I Liceum Ogólnokształcącego im. Bolesława Chrobrego w Piotrkowie Trybunalskim, jednak przerwał naukę i wstąpił do wojska. Ukończył Szkołę Podchorążych Lotnictwa w Dęblinie. Na stopień podporucznika został mianowany ze starszeństwem z 15 października 1935 i 5. lokatą w korpusie oficerów lotnictwa, grupa liniowa. Był instruktorem lotnictwa. W 1938 roku został przeniesiony do 2 pułku lotniczego w Krakowie i przydzielony do 24 eskadry liniowej na stanowisko pilota. Na stopień porucznika został mianowany ze starszeństwem z dniem 19 marca 1939 i 20. lokatą w korpusie oficerów lotnictwa, grupa liniowa.
W czasie kampanii wrześniowej pilotował jednego z 6 Karasi, które 3 września zadały duże straty niemieckiej kolumnie XVI Korpusu zdążającej z Częstochowy w kierunku Piotrkowa. Był jednym z trzech pilotów, którzy 15 września podjęli się dostarczenia bezpośredniego rozkazu od marszałka Edwarda Śmigłego-Rydza do dowódcy obrony Warszawy, gen. Juliusza Rómmla. Z lotniska pod Młynowem (w powiecie dubieńskim, dziś na Ukrainie) przeleciał na niskim pułapie do Warszawy i wykonał zadanie. Udało mu się też wrócić, a następnie przedostać się przez Rumunię do Francji.
W 1940 roku znalazł się w Wielkiej Brytanii, gdzie otrzymał numer służbowy RAF 76803 i został przydzielony do 609 dywizjonu Royal Air Force. Z powodu trudnego do wymówienia nazwiska nazywany był tam „Novi”. Jeden z brytyjskich pilotów dywizjonu 609, David Moore Crook napisał, że dwaj Polacy, Novi and Osti [czyli Tadeusz Nowierski i Piotr Ostaszewski] byli wspaniałymi kolegami i wszyscy ich podziwialiśmy […]. Obaj byli bardzo spokojni, o pięknych manierach, i obaj byli świetnymi pilotami […]. Z pewnością byli jednymi z najdzielniejszych ludzi, jakich kiedykolwiek poznałem.

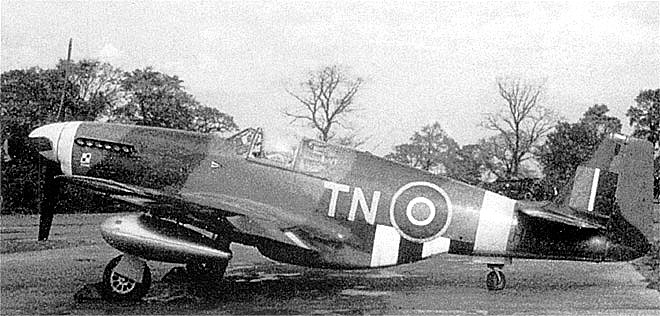
Mustang używany przez mjr. Tadeusza Nowierskiego w okresie, gdy był dowódcą 2 Polskiego Skrzydła Myśliwskiego

 13 sierpnia 1940 odniósł swoje największe zwycięstwo, zestrzeliwując jednego dnia dwa messerschmitty Bf 109.
Po przejściu do Polskich Sił Powietrznych od stycznia do kwietnia 1942 roku był dowódcą dywizjonu 308, a w 1943 roku dowódcą 2 Polskiego Skrzydła Myśliwskiego. Pod koniec wojny został wysłany do Stanów Zjednoczonych. Służbę wojskową zakończył w stopniu podpułkownika.
Na tzw. liście Bajana Tadeusz Nowierski jest sklasyfikowany na pozycji 70. – ma 3 pewne zestrzelenia samolotów i jedno prawdopodobne, a ponadto 6 1/2 uszkodzeń.
W 1947 roku Nowierski wrócił do Polski. Aresztowany 4 czerwca 1948 roku, tego samego dnia co Stanisław Skalski, został zwolniony po dwóch latach. Pracował jako taksówkarz, potem prowadził wraz z synem warsztat ślusarski. Zmarł 2 kwietnia 1983, został pochowany na cmentarzu Powązkowskim w Warszawie (kwatera 274-1-11/12).

## Ordery i odznaczenia
13 czerwca 1941 roku otrzymał z rąk gen. Władysława Sikorskiego Krzyż Srebrny Orderu Virtuti Militari. Ponadto został odznaczony Krzyżem Walecznych (czterokrotnie), czterokrotnie Medalem Lotniczym oraz brytyjskim Distinguished Flying Cross.